# Obús M119
El M119 es un obús remolcado ligero de 105 mm usado por el Ejército de los Estados Unidos. Es una versión del L119 del Ejército Británico. Es fácilmente aerotransportable, mediante helicóptero o lanzado en paracaídas.

## Variantes
- M119. Versión original del L119 británico.
  - M119A1. Pequeñas mejoras, incluyendo control de tiro y mantenimiento.
  - M119A2. Equipo de puntería mejorado con un telescopio (M90A3) o telescopio panorámico (M137A2).
  - M119A3U. Equipo de puntería mejorado con un telescopio, mejoras en la presión (usado mayormente por los miembros de la Unión Europea)

## Munición
El modelo M119A1 dispara todos los proyectiles de 105 mm estándar de la OTAN, así como municiones semifijas, e incluso hasta cohetes especiales y proyectiles asistidos que incluyen: 
- M1 - Alto poder explosivo
- M314 - Iluminación
- M60/M60A2 - Fumígeno
- M913 HERA - Alto poder explosivo asistido por cohete. Alcance: 19,5 km
- M760 HE - Alcance: 14,5 km